# 乒乓球規則
以下為乒乓球運動的部分規則。
先得11分的為勝方。
10:10平手後，先多得兩分的為勝方
發球時，發球員必須用「非」持拍的手將球幾乎垂直地向上拋起，且不得使桌球旋轉。球離開手掌到被擊出前不能碰觸任何物體，亦不得以服裝或身體任意部位做出遮擋行為，使接發球員看不見完整的發球過程，若有則判為犯規。

## 发球
- 发球开始时，球自然地置于非持拍手的手掌上，手掌平坦张开，保持静止

## 击球
對方發球或回擊後，本方球員應予擊球使球直接觸及對方檯區，或觸及球網組合後再觸及對方檯區。

## 一局比赛
- 在一局比赛中，先得11分的一方为胜方；10平后，先多得2分的一方为胜方。
- 通常在國際正式比赛，單項賽（单打、雙打）采用五局三胜制，單打四強賽後採用七局四勝制；世錦賽、奧運會等一級賽事全採七局四勝制。团体赛中的单打或双打采用五局三胜制。在巡迴公開賽中的雙打雖然亦為單項賽，但全採用五局三胜制。
- 2001年4月通過廢除原有21分五局三勝制，每5分輪换發球權的規則。

## 次序和方位
- 在获得2分后，接发球方变为发球方，依此类推，直到该局比赛结束，或直至双方比分为10平，或采用轮换發球法时，发球和接发球次序不变，但每人只轮发1分球。
- 在双打中，每次换發球时，前面的接发球员应成为发球员，前面的发球员的同伴应成为接发球员。
- 在一局比赛中首先发球的一方，在该场比赛的下一局中应首先接发球，在双打比赛的决胜局中，当一方先得5分后，接发球一方必须交换接发球次序。
- 一局中，在某一方位比赛的一方，在该场比赛的下一局应换到另一方位。在决胜局中，一方先得5分时，双方应交换方位。